# جشنواره بین‌المللی ادینبرو
جشنوارهٔ بین‌المللی ادینبرو (به انگلیسی: Edinburgh International Festival)، جشنوارهٔ سالانهٔ هنرهای نمایشی در ادینبرو، اسکاتلند است که در مدت بیش از سه هفته در ماه اوت همه ساله در این شهر برگزار می‌شود. با دعوتی که از سوی مدیر جشنواره صورت می‌گیرد، این جشنواره بین‌المللی: نوازندگان رده‌های بالای موسیقی (به ویژه موسیقی کلاسیک)، تئاتر، اپرا و رقص را از سراسر جهان برای اجرای هنرهایشان در این شهر گرد هم جمع می‌کند. این جشنواره همچنین میزبان یک سری از هنرهای تجسمی نمایشگاه‌ها، گفتگوها، و کارگاه‌های آموزشی-هنری است.

## پیشینه
ایدهٔ بنیادگذاری یک جشنواره با هدف «ارائهٔ جایگاهی برای شکوفاسازی روح انسان» و غنی‌سازی زندگی فرهنگیِ اسکاتلند، بریتانیا و اروپا، در پی پایان جنگ جهانی دوم ریشه گرفت. ایدهٔ ایجاد یک جشنواره بین‌المللی در انگلستان برای اولین بار توسط رودولف بینگ، مدیر کل جشنوارهٔ اپرای گلَیندبُرن، و آدری مَیلدمِی (همسر جان کریستی) در اثنای یک تور زمان جنگ و اجرای اپرای گدا؛ محصولی که در مقیاس کوچکی توسط گلَیندبُرن تولید شده بود، متصور شد.
تمرکز اولین جشنواره بیشتر به موسیقی کلاسیک قرار داشت، و حضور برجستهٔ کنسرت ارکستر فیلارمونیک وین، و پیوستن مجدد این ارکستر با رهبر پیشین خود برونو والتر در این جشنواره بود که پس از اشغال میهنش توسط نازی‌ها اروپا را ترک کرده بود. تمایل ارتش بریتانیا به حضور خود در طول دوره جشنواره و به نمایش گذاشتن توانایی‌های نمایشی منجر به اجرای مستقل اولین «تاتوی نظامی ادینبورگ» شد که شامل صحنه‌های نمایش نواختن نی‌انبان و رقص، در سال ۱۹۵۰ بود. این رویداد اکنون به صورت سالانه درآمده و به عنوان بخشی جدایی ناپذیر و رسمی این جشنواره در نظر گرفته می‌شود، هر چند که همچنان به‌طور جداگانه و مستقل برگزار شود.

## سالن‌های جشنواره
سالن‌های اصلی جشنواره عبارتند از:
ادینبورو پِلی‌هاوس با گنجایش ۳۰۵۹ نفر
اشر هاوس با گنجایش ۲۳۰۰ نفر
فستیوال تئاتر با گنجایش ۱۸۰۰ نفر
کینگز تئاتر با گنجایش ۱۳۰۰ نفر
کوینز هال با گنجایش ۹۲۰ نفر
رویال لیسیوم تئاتر با گنجایش ۶۵۰ نفر
هاب با گنجایش ۴۲۰ نفر

## نگارخانه

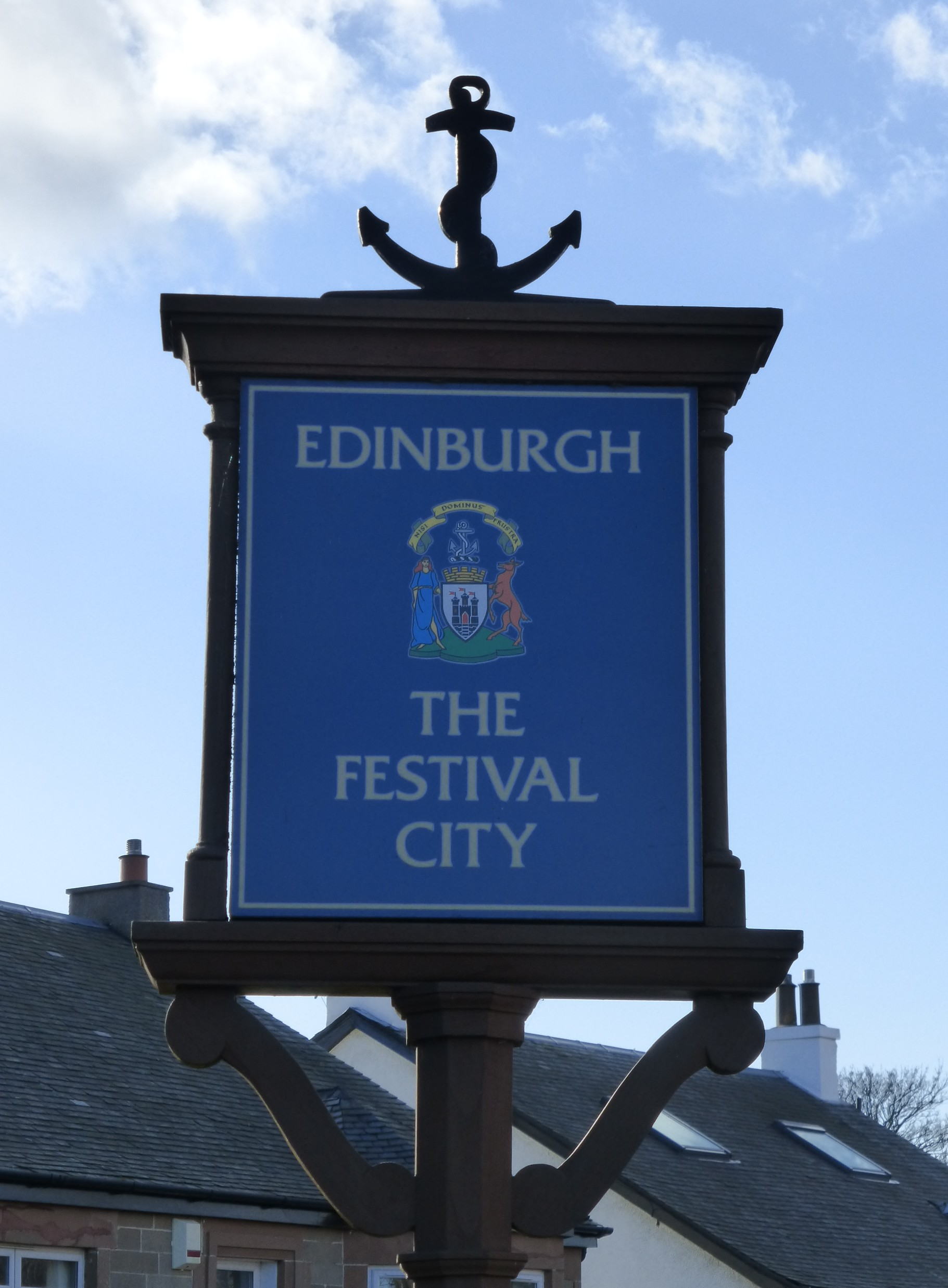
نشان «ادینبورو شهر فستیوال» در میدان شرقی، وست‌فیلد
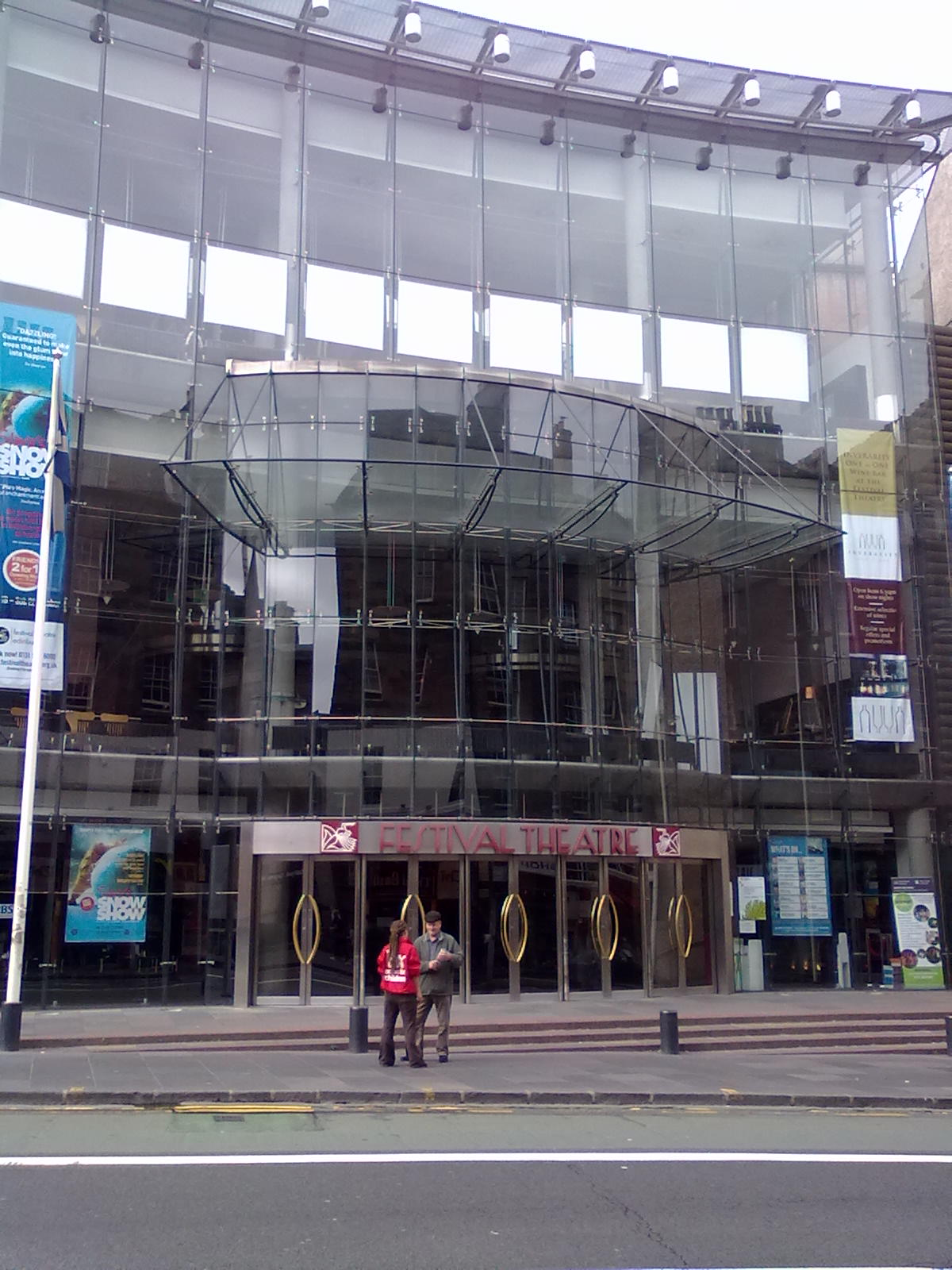
تئاتر ادینبورو فستیوال (تئاتر۲)
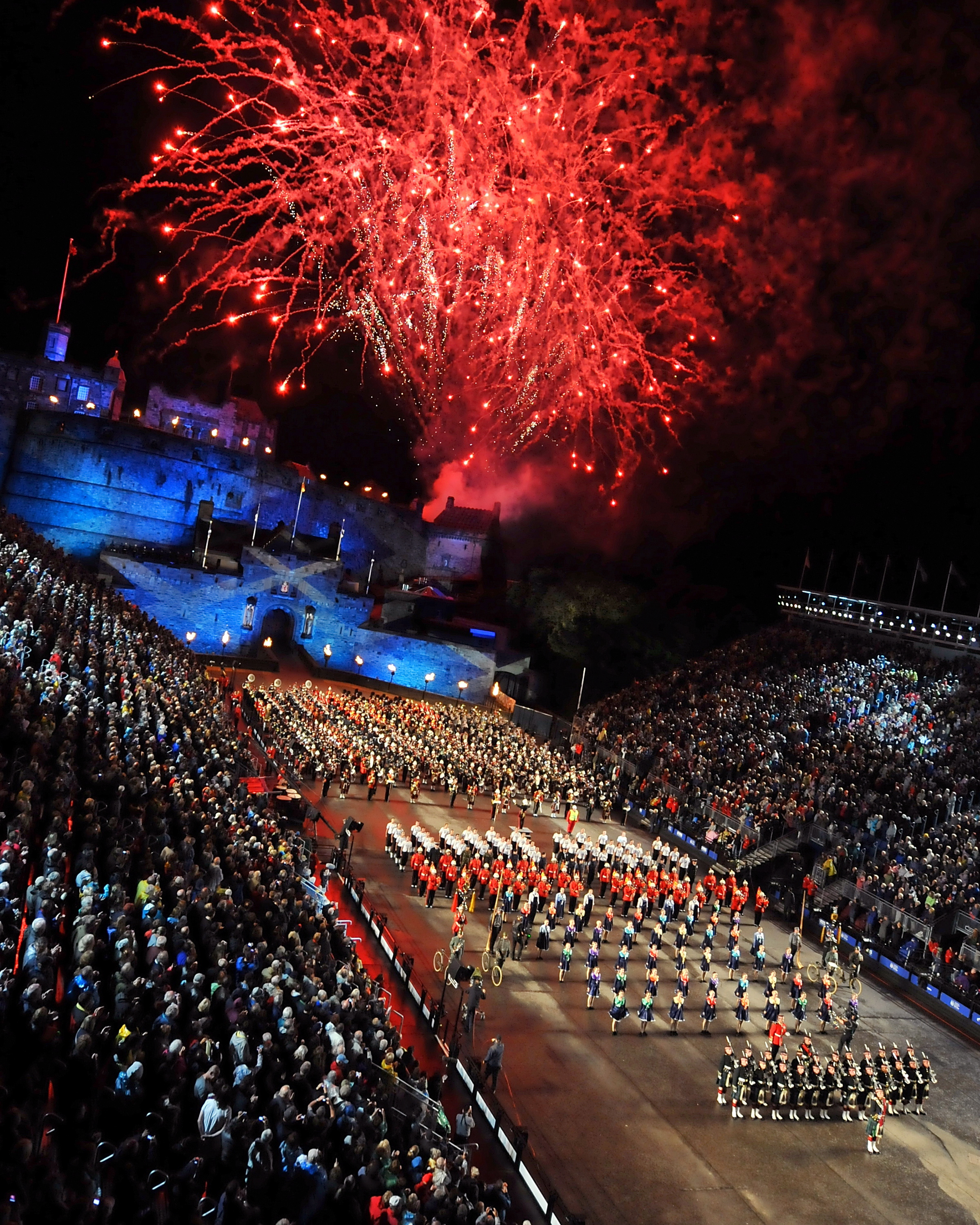
تاتوی نظامی ادینبورو سال ۲۰۱۱
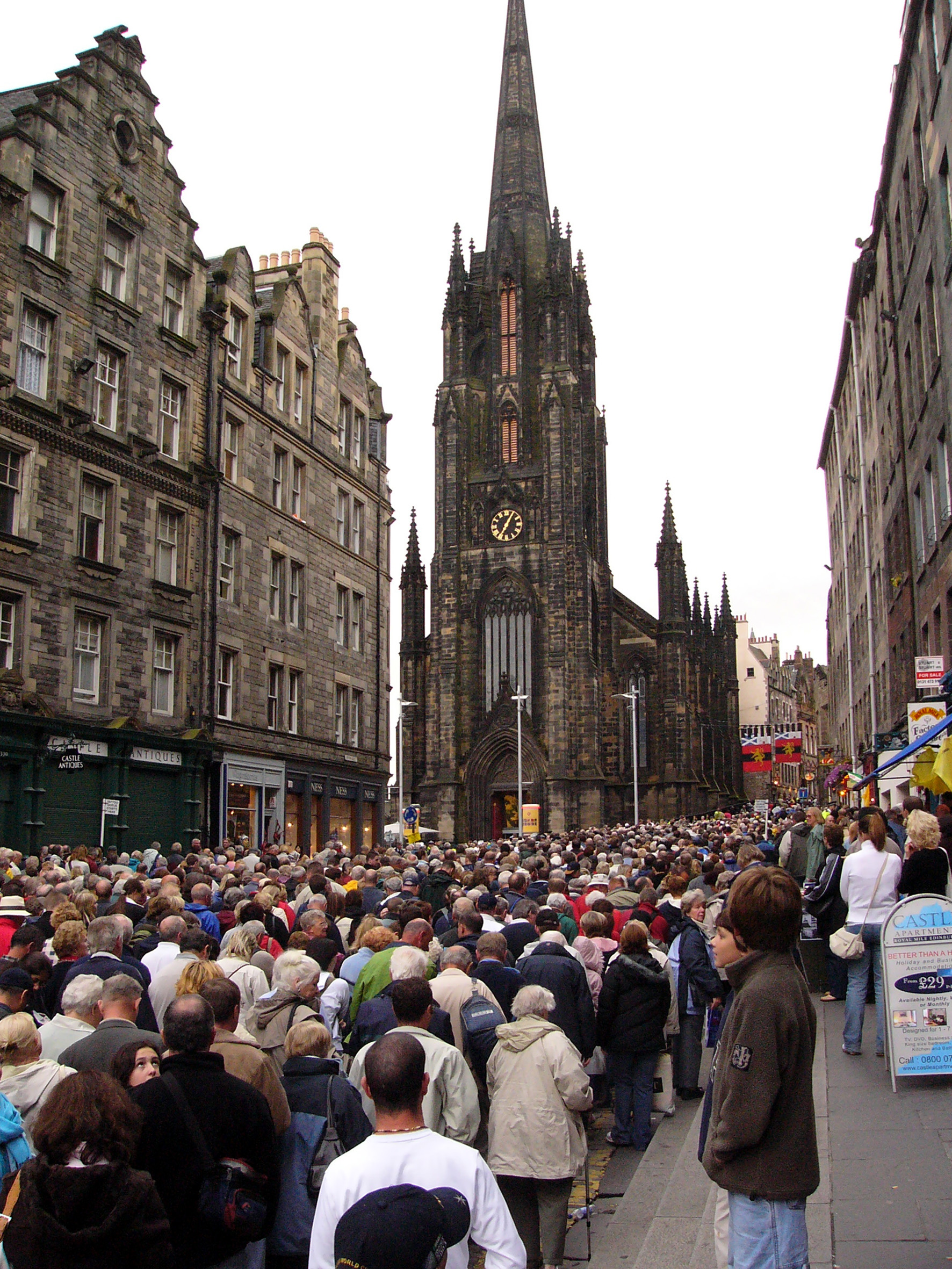
رویال میل ادینبورو
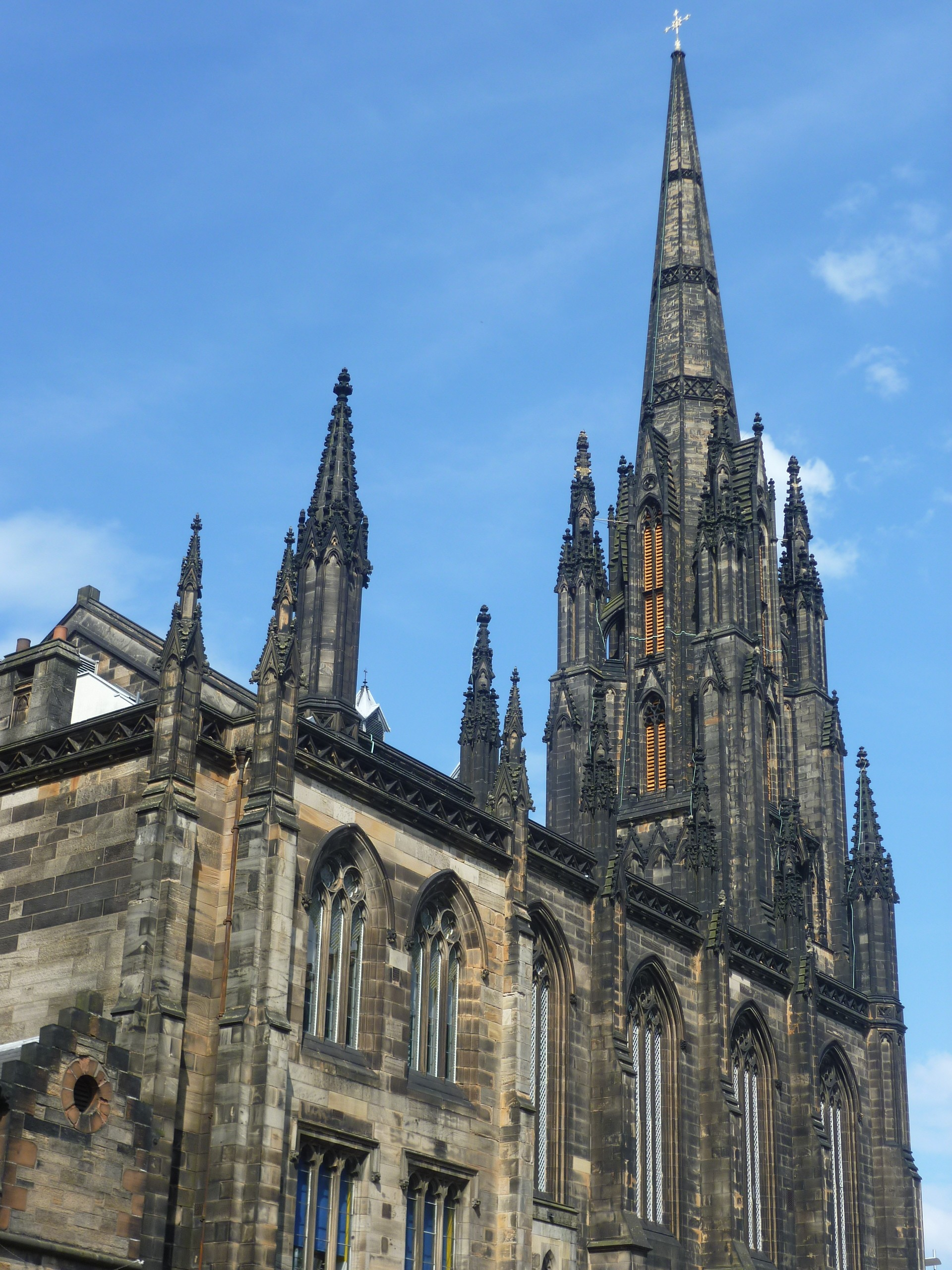
منار مخروطی ۸۰ متری هاب، (کلیسای تولبوث سابق)، از دیدگاه جانستون تریس